# Pateros
Pateros (offiziell englisch Municipality of Pateros, Tagalog Bayan ng Pateros) ist eine philippinische Gemeinde im Südosten der Hauptstadtregion Metro Manila. Nach dem Zensus von 2015 hatte Pateros 63.840 Einwohner, die in zehn Barangays lebten. Sie wird als Gemeinde der ersten Einkommensklasse auf den Philippinen und als urbanisiert eingestuft. Pateros ist vor allem durch seine Balut- und Slipper-Industrie bekannt geworden. Es ist die kleinste der zur Hauptstadtregion zählenden Gemeinden.

## Geographie
Die Stadtgemeinde liegt am Ufer des Flusses Pasig, der die Laguna de Bay mit der Bucht von Manila verbindet, im Südosten der zentralen Luzon-Tiefebene. Pateros’ Nachbargemeinden sind Makati im Westen, Pasig im Norden und Taguig im Süden. Die Topographie der Gemeinde ist durch Flachland gekennzeichnet.

## Baranggays
- Aguho
- Magtanggol
- Martires
- Poblacion
- San Pedro
- San Roque
- Sta. Ana
- Sto. Rosario – Kanluran
- Sto. Rosario – Silangan
- Tabacalera